# Barrio Teopancahuatl
Barrio Teopancahuatl är en ort i Mexiko.   Den ligger i kommunen Matlapa och delstaten San Luis Potosí, i den sydöstra delen av landet, 210 km norr om huvudstaden Mexico City. Barrio Teopancahuatl ligger 472 meter över havet och antalet invånare är 265.
Terrängen runt Barrio Teopancahuatl är lite bergig. Runt Barrio Teopancahuatl är det ganska tätbefolkat, med 67 invånare per kvadratkilometer. Närmaste större samhälle är Tamazunchale, 4,9 km sydost om Barrio Teopancahuatl. I omgivningarna runt Barrio Teopancahuatl växer huvudsakligen savannskog.